# Bandito (utwór)
Bandito – utwór grupy Twenty One Pilots, pochodzący z ich piątego albumu studyjnego oraz drugiego koncepcyjnego krążka o nazwie Trench.
Kompozycja była przez 5 tygodni notowana w zestawieniu Hot Rock Songs magazynu Billboard, docierając do 18. miejsca.

## Tematyka i kompozycja
Utwór opiera się na prostej, melancholijnej melodii pianina w tonacji h-moll. W piosence pojawia się także sześć razy riff gitary oparty bardziej na skali h-moll, chociaż niektóre melodie pochodzą również ze skali H-dur.
Głównym tematem utworu jest to, że ludzie nie zawsze mogą być takimi, jakimi są zwykle na co dzień. Stąd często są również tytułowymi bandytami. Tematyka może też dotyczyć miasta Dema, które jest przewodnim tematem wielu piosenek z krążka.
Muzycznie kompozycja nawiązuje do utworu Hometown i Car Radio, a głęboką tematyką do piosenki Goner. Hometown i Goner, to utwory znajdujące się na poprzednim albumie amerykańskiego duetu muzycznego - Blurryface (2015), natomiast Car Radio na płycie Vessel.
Ostatnie 2 minuty piosenki bazują nie tylko na tych pierwszych słyszalnych dźwiękach/instrumentach, ale są one także wzbogacone jeszcze o falsetowy wokal Tylera Josepha czy nawet więcej dzwięków wybrzmiewających z syntezatorów niż z samego pianina, który jest przewodnim instrumentem w utworze.

## Twórcy
- Tyler Joseph – wokale główne, gitara, pianino, gitara basowa, syntezatory
- Josh Dun – perkusja, chórki, instrumenty perkusyjne